# Сеута
Сеута (шп. Ceuta) је шпански аутономни град и ексклава у северној Африци, на јужној обали Гибралтара. Мароко такође полаже право на Сеуту. Подручје Сеуте има 28 km². Од 14. марта 1995. је аутономни град.
Према статистичким подацима из 2006. има 75.861 становника.

## Историја
Стратешка локација Сеуте била је значајна за многе културе, народе и освајаче. Сеута је припадала Картагини у 5. веку п. н. е. и тада се називала Абила (Abyla ). Тек кад су Римљани заузели луку 42. Сеута, тада звана Септем (лат. Septem) добила је војну функцију. Око 400 година касније Вандали су освојили Сеуту, а касније пада у руке Визигота па Византије. Маври су 710. дошли до Сеуте. Тадашњи визиготски управник Сеуте Јулијан Сеутски променио је страну и наговорио је Маваре да изврше инвазију Пиринејског полуострва. Према арапским изворима Јулијан Сеутски је то учинио јер је визиготски краљ Родерих злостављао његову ћерку. Берберски генерал Тарик ибн Зијад је користио Сеуту као одскочну даску за напад на Визиготску Шпанију.
После Јулијанове смрти Арапи су преузели директну контролу над градом. Околни Бербери су били јако незадовољни тим потезом, па су се побунили и током побуне су 740. уништили Сеуту. Град је поново обновљен у 9. веку. Обновио га је вођа једног берберскога племена и оснивач Бану Исам династије Маџакас. Његов праунук је био вазал династије Идрисида, а 931. Бану Исам династија је завршила абдикацијом у корист Омејидског халифа од Кордобе Абдурахмана III. Падом омејидског Кордопског халифата 1031. уследио је хаос. Алморавиди су 1084. преузели власт над Сеутом, која се поново користи као база за инвазију Иберијског полуострва. Наследили су их Алмохади 1147, а Хафсиди су преузели власт 1242. Хафсидски утицај на западу је брзо слабио, тако да су 1249. истерани, а град је пролазио кроз раздобље политичке нестабилности. Уз арагонску помоћ, Сеуту су 1309. освојили Маври мароканске краљевине Фес. Португалци су 1415. заузели Сеуту после битке код Сеуте. Основни циљ освајања је био да се прошири хришћанско подручје. Португал је 1580. изгубио независност, па се после тога променила структура становништва. Већину становништва су чинили Шпанци, па када је Португал 1640. постао поново независан Сеута је у рату Португала и Шпаније стала на страну Шпаније.
Португалски краљ Афонсо VI од Португала је Лисабонским споразумом 1. јануара 1668. и формално предао Сеуту Шпанији. Ипак застава и грб Сеуте се од тада нису мењали, па се на њима још налази португалски штит. Културно, Сеута припада шпанској аутономној заједници Андалузији. Донедавно је припадала покрајини Кадиз. Сеута је космополитски град, у коме живи и велики број Бербера и мањи број Јевреја.

## Становништво
Према процени, у граду је 2008. живело 77.389 становника.

| 1989.  | 2002.  |
| ------ | ------ |
| 67.615 | 71.505 |

## Администрација
Сеута је службено аутономни град Сеута (шп. Ciudad Autónoma de Ceuta) што то представља статус између града и аутономне заједнице. Пре тога аутономног статуса, Сеута је била део покрајине Кадиз. Сеута такође представља део територије ЕУ. Град је имао статус слободне луке до пре уласка Шпаније у ЕУ 1986. Сада има ниско опорезивање унутар европског монетарног система.

## Политички статус
Влада Марока полаже право на Сеуту и Мелиљу и захтева да јој Шпанија преда те територије. Позива се на сличан територијални захтев Шпаније да добије британску колонију Гибралтар. Шпанска влада и становништво Сеуте и Мелиље одбијају марокански захтев. Наводе да поређење са Гибралтаром није одговарајуће. Сеута и Мелиља су по њима интегрални делови Шпаније, што није случај са Гибралтаром, који је крунска колонија и никад није био део територије Уједињеног Краљевства сем као колонија.

## Градови побратими
- Ачи Катена
- Алхесирас
- Кадиз
- Гвадалахара
- Мелиља
- Сантарем